# 月の水

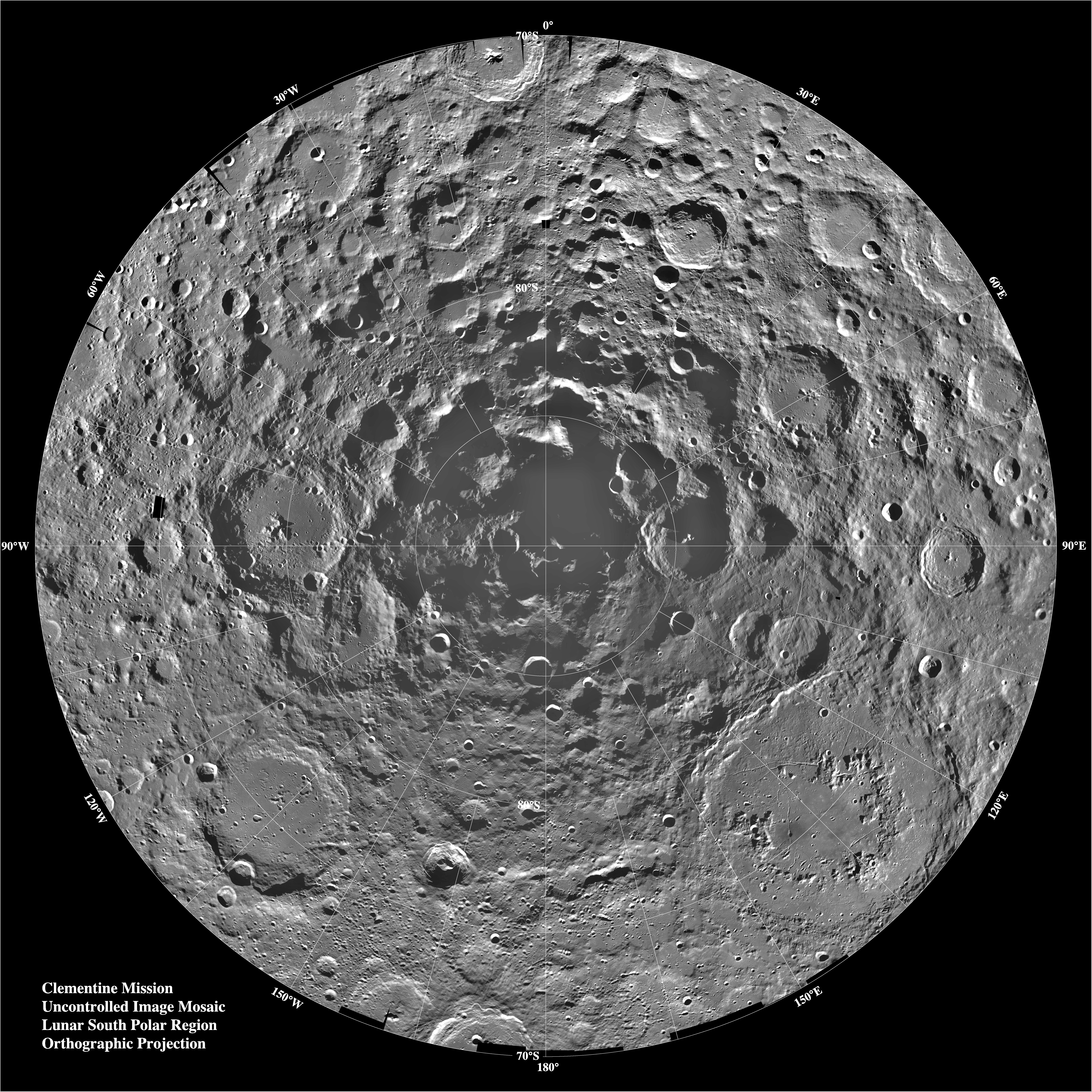
クレメンタインによって撮影された月の南極の合成画像。永久影には氷が存在しうる。

月の水 (Lunar water) は、月に存在する水である。月の水は月の表面に留まっていることはできず、水蒸気は日光によってすぐに分解され、宇宙空間に拡散してしまう。しかし1960年代から、月の極地方の永久影になったクレーターに氷が存在すると推測されている。
水及び水と化学的に関連する水酸基は、自由水として存在するよりも、月の鉱物と結合しても存在することができ、月の表面の大部分でその割合は非常に低いことを強く示唆する証拠が得られている。実際に、吸着水は10ppmから1000ppmの痕跡量の濃度でしか存在しないと計算されている。
結合水素の存在を示唆する様々な観測の結果から、月の極地方に氷が存在するという不確定な証拠が積み上がっている。2009年9月、インドのチャンドラヤーン1号は月の水を検出し、また反射された日光から水酸基の吸収線を発見した。2009年11月にアメリカ航空宇宙局のエルクロスは、インパクタを月の南極のクレーターに衝突させ、舞い上がった物質の中にかなりの量の水酸基を検出した。これは、「ほぼ純粋な氷の結晶のように見える」含水物質のせいであると考えられている。2010年3月、NASAはチャンドラヤーン1号に搭載したミニSARレーダーで、月の北極に少なくとも数mの厚さを持つシート状の少なくとも6億トンの比較的純粋な氷の沈殿を発見した。
月の水は地質学的な時間をかけて、水を含んだ彗星や小惑星、隕石が衝突してもたらされたか、太陽風の中の陽子が酸素を含む鉱物に衝突してその場で作られたものであると考えられている。
月の水を探す試みは、長期間の月の植民を可能にするため、多くの関心を集め、近年の月探査のモチベーションとなっている。

## 観測の歴史

### 20世紀
月の極地方のクレーターの底に氷が存在する可能性は1961年にカリフォルニア工科大学の研究者であるKenneth Watson、Bruce C. Murray、Harrison Brownによって最初に提唱された。アポロ計画の宇宙飛行士が持ち帰った月の石のサンプルの中に痕跡量の水が確認されたが、地球上で汚染された結果だと推測され、一般に月の表面の大部分は完全に乾燥していると考えられた。しかし2008年の月の石の再研究で、火山性のガラス球の中に水分子が捕獲されている証拠が得られた。
月近くでの水蒸気の存在を示す直接の証拠は、アポロ14号のアポロ月面実験パッケージのSuprathermal Ion Detector Experimentによるもので、1971年3月7日に得られた。アポロ14号の着陸地点の近くの月表面に設置された質量分析装置で、一連の水蒸気イオンが観測された。
月面に氷が存在する証拠は、1994年にアメリカ国防総省の探査機クレメンタインによる観測結果から提案された。バイスタティック・レーダーとして知られる実験で、クレメンタインは月の南極の影の部分に向けて送信機から電波のビームを発した。電波の反響は、地球上のディープスペースネットワークにある大きなパラボラアンテナで受信された。反響波の振幅と振動数は岩ではなく氷と一致するものであったが、この結果については合意が得られていない。コンピュータシミュレーションでは、月面上の14,000m2に及ぶ範囲が永久影になり、氷が存在する可能性があると示唆された。
1998年に打ち上げられたルナ・プロスペクターは、月の極地方のレゴリスに含まれる水素の量を測定するために中性子分光計を運んだ。50ppmまでの水素原子を検出することができ、月の北極と南極ではその濃度が大きかった。これは、かなりの量の氷が永久影のクレーターに捕らわれていることを示唆していたが、ヒドロキシルラジカルが月の鉱物と化学的に結合している可能性もあった。クレメンタインとルナ・プロスペクターによるデータに基づき、NASAは、もし月面に氷が存在すると仮定すると、合計の存在量は1-3km3になると推測した。
月の水に関する懐疑的な考えは、主に1999年に月を通過したカッシーニのデータに基づくものである。1999年7月、このミッションの最後にルナ・プロスペクターが意図的に月の南極近くのクレーターシューメーカーに衝突させられた。かなりの量の水が検出されることが期待されたが、地上の望遠鏡による分光測定では水のスペクトルは観測されなかった。

### 21世紀
ディープ・インパクト
2005年、探査機ディープ・インパクトによる観測により、月に水が存在することを示唆するデータが得られた。2006年のアレシボ天文台の惑星レーダーによる観測では、クレメンタインのビームの極地方のいくつかの地点からの反射が氷の存在を示しているとされた。もしこれが真実であれば、ルナ・プロスペクターによる中性子分析の結果は、単体の水素分子や有機物等、主に氷以外の形の水素からのものとなる。にもかかわらず、アレシボ天文台のデータの解釈は永久影のクレーターに氷が存在する可能性を排除するものではなかった。2009年6月、NASAのディープ・インパクトは月フライバイの際に、さらに確実な結合水素の観測を行った。
かぐや
2007年9月に19か月の探査に打ち上げられた日本のかぐやは月面地図作成計画の一環で、軌道上からガンマ線分光測定を行い、月表面の様々な元素の存在量を計測した。かぐやは高解像度の画像センサを搭載していたが、月の南極付近の永久影のクレーターに氷の徴候を発見することはなかった。探査の最後には月面に衝突し、噴煙の成分の観測を行った。
嫦娥1号
2007年10月に打ち上げられた中国の嫦娥1号は、初めて月の極地方の高精度の写真を撮影し、氷のようなものが見られた。
チャンドラヤーン1号

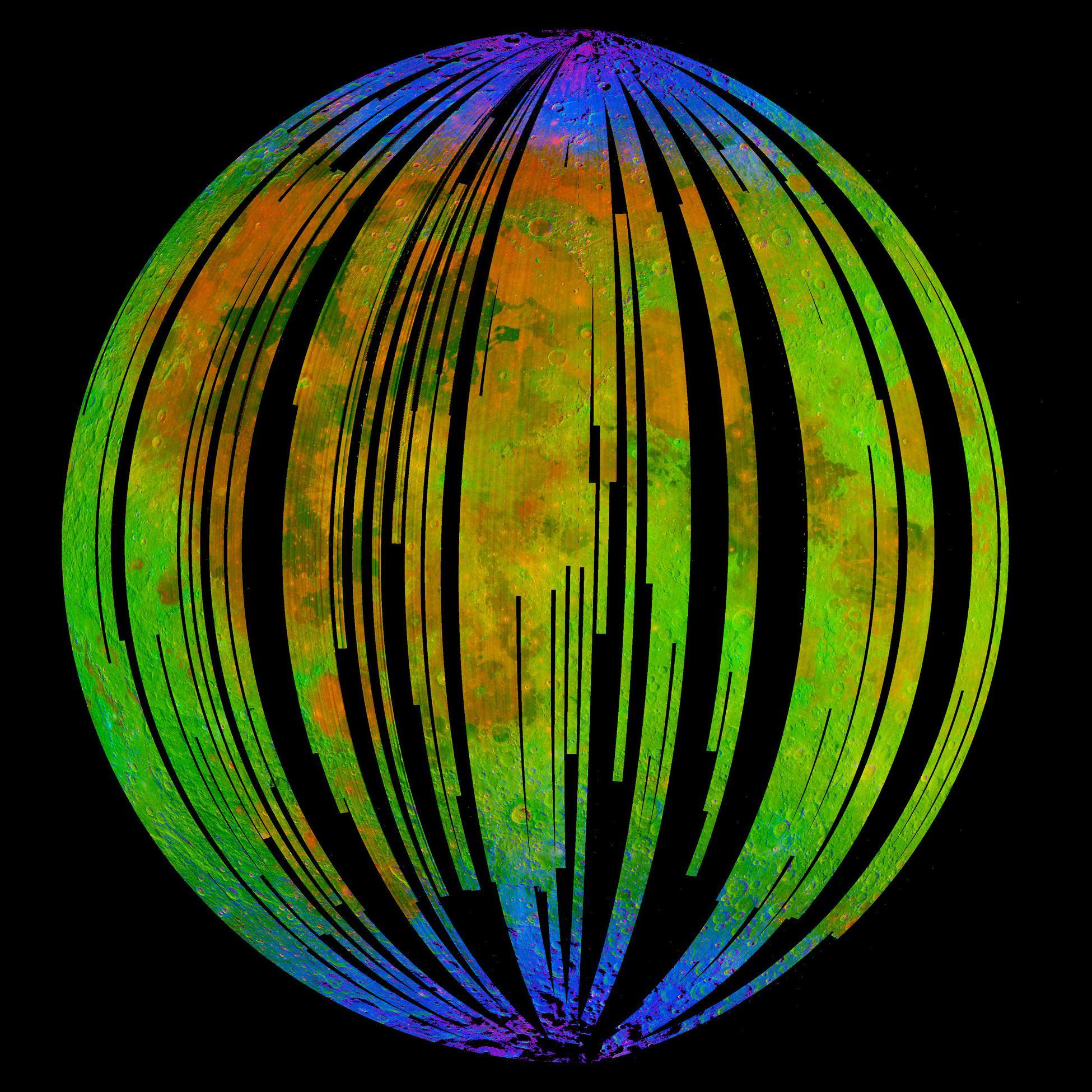
Moon Mineralogy Mapperによる月の画像。青色は水酸化物、緑色は赤外線で測定した明るさ、赤色は輝石。

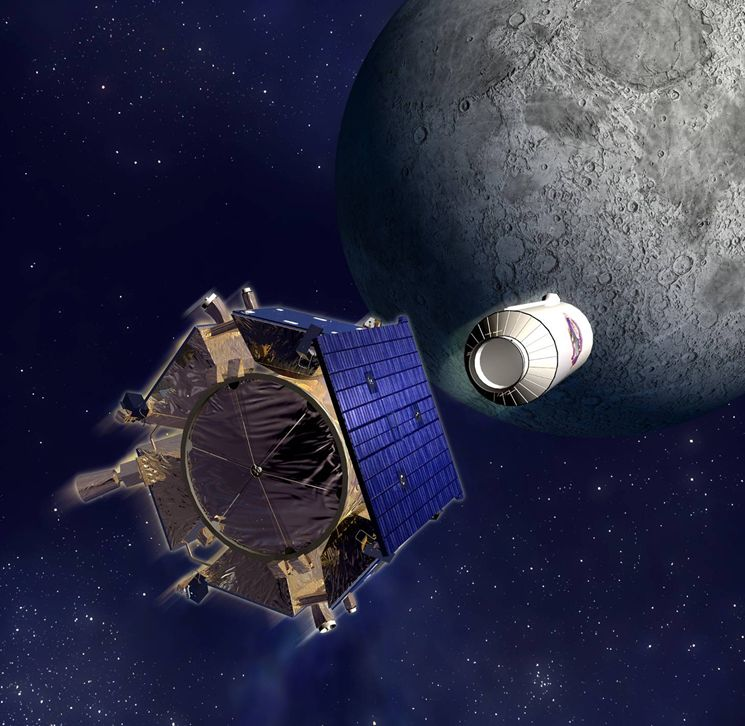
2009年10月9日、ルナー・リコネサンス・オービターの上段がカベウスに発射され、エルクロスによって噴煙中の水の探査が行われた。

2008年11月14日、インドの探査機チャンドラヤーン1号は月の南極付近のシャクルトンに向けてMoon Impact Probeを放出し、20時31分に衝突した。この際舞い上がった塵が水の存在の分析に供された。
2009年9月25日、NASAはチャンドラヤーン1号に積まれたMoon Mineralogy Mapperから送られたデータにより、低濃度で土壌と結合した水酸基の形ではあるが、月の表面の大部分に水素が存在することが確証されたと発表した。この結果はディープ・インパクトやカッシーニの分光分析の結果を支持するものだった。2010年3月、チャンドラヤーン1号のMini-Sar実験装置により、月の北極付近の永久影クレーターの中の冷たく暗い斑点の部分に6億トンもの氷が存在するという仮説が報じられた。
ルナー・リコネサンス・オービター
2009年6月18日にNASAにより打ち上げられたルナー・リコネサンス・オービター/エルクロスによるミッションでも月面の氷の探査が続けられた。ルナー・リコネサンス・オービターに積まれた様々な機器による観測で、水の存在の新たな証拠が得られた。2009年10月9日、アトラス Vロケットの上段であるセントールが11時31分にカベウスに衝突し、そのすぐ後にエルクロスが噴煙の中を進みながら、その中の水蒸気の検出を試みたが、データの分析には時間が必要だった。2009年11月13日、NASAは、噴煙の中に水のスペクトルが観測されたと発表した。しかし実際に検出されたのは、水に由来すると考えられる水酸基や無機物中の水和物だった。研究を取りまとめたAnthony Colapreteは、噴煙の中には高純度の氷の結晶も含まれていたと語っている。後の観測で、水の割合は質量あたり"5.6 ± 2.9%と測定された。

## 考えられるサイクル

### 生成
月の水には2つの起源が考えられる。水を含む彗星やその他の天体が月に衝突した場合と、その場で作られた場合である。後者は太陽風の陽子が月の鉱物（酸化物やケイ酸塩等）に含まれる酸素と化学的に結合し、少量の水を生成して結晶の格子に捕らわれたり、水の前駆体となる水酸基を形成する場合である。
陽子と酸素原子の反応によって生じた水酸基表面(S-OH)は、酸素表面(S=O)とさらに反応して水分子になり、酸素表面に吸着される。化学反応の質量バランスは、酸素表面は以下のような反応をすることを示唆している。
2 S-OH —> S=O + S + H2O
または
2 S-OH —> S–O–S + H2O
ここでSは酸素表面を表す。
1つの水分子の生成には、2つの隣接した水酸基か1つの酸素原子の2つの陽子との連鎖反応が必要である。このため、単位面積当たりの陽子密度が小さいと水の生産の制限要素となる。

### 捕獲
太陽放射により、月表面からは自由水や水蒸気は分解され、陽子と酸素原子に分解し、宇宙空間に逃げていく。しかし、月の自転軸が軌道傾斜角よりも約1.5度とわずかだけずれているために、極付近のいくつかの深いクレーターには日光が常に当たらず、永久影となっている。永久影の部分では、気温は-170℃よりも上昇せず、たまたまそのようなクレーターに落ち込んだ水は、凍った状態でかなりの長期間、軸の向きの安定性にも依るが、もしかすると数十億年以上もの間、そこに留まっている。氷の量や分布は現時点では不明であるが、少なくとも月の南極では、厚く堆積しているというよりも、レゴリスの小さな粒のようにまばらに分布していると考えられている。

### 循環
月の明るい部分では自由水は存続できないが、そのような水は太陽風の作用で蒸発濃縮されて極地方の永久影に移動し、氷として蓄積する。
月面上で水が移動し、捕獲される機構は未知である。実際に水の生産が行われる太陽風に晒される領域は、水が濃縮されて捕獲されるには暑すぎる（さらに太陽放射は水を分解しようとする）。一方、太陽に直接晒されない冷たい領域では、水はほとんど生産されない。明るい領域では水分子の寿命が短いことを考慮すると、移動距離が短いほど捕獲される可能性は高くなる。言い換えると、冷たく暗い極地方のクレーターの近くで生産される水分子は、捕獲され生き残る可能性が最も大きくなる。
時間的、空間的にある程度、宇宙の真空に直接晒されているオキシ水酸化物鉱物の表面で水素の直接交換や表面拡散が起こることは、水が冷たい場所まで移動する機構の候補となりうる。

## 利用
地球からの水の運搬は高価になることが避けられないため、月面上の大量の水の存在は、月の植民を経済的に進める上で重要な要素である。もし未来の探査で大量の氷を見つけることができたら、液体にして飲用や植物の育成に利用したり、また太陽電池や原子力発電でそれを水素と酸素に分解することで、呼吸用の酸素やロケットの燃料を確保することができる。水から得られた水素によって、月の土壌の酸化物を除去し、さらに多くの酸素を作ることができる。
月の氷の分析により、月の歴史に関する情報も得られ、太陽系の形成初期に大量の彗星や小惑星が衝突していた頃の様子も明らかになるかもしれない。

## 所有権
仮に月面で利用可能な大量の水が発見されると、誰がその所有権を持っていて、誰がそれを利用できるのかという法律的な問題が浮上する。宇宙開発を行うほとんどの国家によって批准されている国際連合の宇宙条約では、月の資源を使用する権利は制限されていないが、国家が月を所有する権利は否定しており、これは通常、月の資源を所有する権利も否定すると解釈されている。特に月その他の天体における国家活動を律する協定では、月の資源の利用には、「国際的な枠組み」が要求されている。しかしこの協定は、宇宙開発を行う多くの国に批准されている訳ではない。